# Palacio Avenida

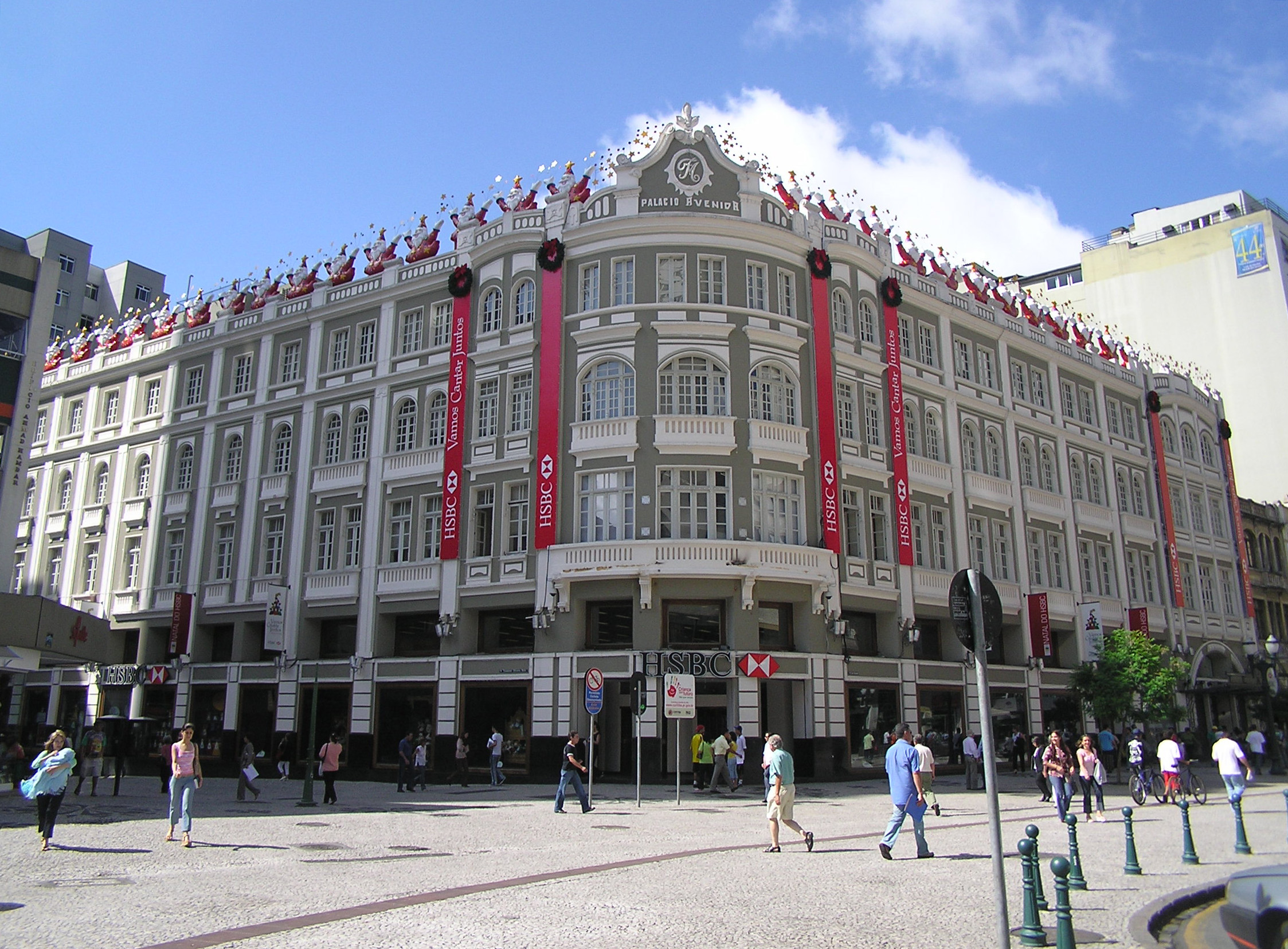
Palácio Avenida (ahora, la sede de un banco privado) decorado para las fiestas de Navidad en Curitiba.

El Palacio Avenida (Avenida Palace) es uno de los edificios históricos más importantes de Curitiba, capital del estado de Paraná, Brasil. Se encuentra ubicado en el centro de la ciudad en el cruce de la Avenida Luiz Oliveira Xavier con el travesaño Bello.

## Historia
El edificio, de 1929, fue construido por inmigrantes y por el empresario sirio-libanés Feres Merhy con un diseño arquitectónico original de Valentine Freitas Oliveira Bernardino Asunción y Bortolo Bergonse.
A lo largo de su historia, el imponente complejo de unos 18 mil metros cuadrados ha alojado cafés (como el Bar Guairacá) y el Cine Avenida, uno de los primeros teatros de la capital del estado.
A finales del 1980 el Palacio Avenida alcanzó su punto más alto de degradación estructural. Sólo su fachada permaneció relativamente intacta. Fue restaurado y reinaugurado el 5 de marzo de 1991 para ser  la oficina principal del banco Bamerindus (afincado).
Con la venta de acciones a la multinacional de Hong Kong y Shanghai Banking Corporation, se convirtió en la sede nacional del HSBC Bank Brasil.
El complejo es una mezcla de sucursal bancaria y de espacio cultural, con el Teatro Avenida, con capacidad para 250 espectadores.

## Navidad en el palacio Avenida
Desde 1991, el espectáculo "Navidad en el Palacio Avenida" se celebra en las ventanas del edificio, con actuaciones de un coro infantil que interpreta canciones navideñas tradicionales y música popular brasileña, acompañadas de una actuación teatral o musical a cargo de un maestro de ceremonias invitado. El evento se ha convertido en una parte importante de la temporada navideña de la ciudad y es conocido en todo Brasil, atrayendo una gran afluencia de turistas.
Para la Navidad de 2020, el evento presencial se canceló debido a la pandemia de Coronavirus. Aun así, el coro infantil actuó durante un solo día, sin público, y el espectáculo, titulado "La Gran Historia de Navidad", se transmitió en vivo por internet.